# Paleá Kavála
Paleá Kavála (grec moderne : Παλαιά Καβάλα) est une localité située dans le dème de Kavála, dans le district régional de Kavála, dans la periphérie de Macédoine-Orientale-et-Thrace, en Grèce.
Selon le recensement de 2011, elle compte 108 habitants.